# سیارک ۸۴۴۶
سیارک ۸۴۴۶ (به انگلیسی: 8446 Tazieff، نامگذاری:1973SB6) هشت هزار و چهارصد و چهل و ششمین سیارک کشف شده‌است که در ۲۸ سپتامبر ۱۹۷۳ کشف شد.
قدر مطلق سیارک برابر ۱۴٫۷۰ است.